# Work Group
Work Group var ett amerikanskt skivbolag grundat 1980 och nedlagt 1999. Bolagets större albumutgivningar var bland annat Fiona Apples Tidal (1997) och Jennifer Lopez On the 6 (1999).